# Mussolet del Perú
El mussolet del Perú (Glaucidium peruanum) és una espècie d'ocell de la família dels estrígids (Strigidae). Habita boscos i matolls de l'oest de l'Equador i el Perú.El seu estat de conservació es considera de risc mínim.